# Кубок Лихтенштейна по футболу 1998/1999
Кубок Лихтенштейна по футболу 1998/99 (нем. Liechtensteiner Cup 1998/99) — 54-й сезон ежегодного футбольного соревнования в Лихтенштейне. Победитель кубка квалифицируется в квалификационный раунд Кубок УЕФА 1999/00. Обладателем кубка в 28-й раз в своей истории стал Вадуц.

## Первый раунд
Матчи состоялись 27 и 28 октября 1999 года.
| Хозяева        | Счёт | Гости       |
| -------------- | ---- | ----------- |
| Шан II         | 0:12 | Вадуц       |
| Тризенберг     | 4:0  | Руггелль II |
| Бальцерс II    | 0:4  | Шан         |
| Эшен-Маурен II | 1:2  | Вадуц III   |
| Тризен         | 3:1  | Руггелль    |
| Тризенберг II  | 1:8  | Эшен-Маурен |
| Шан II         | 0:2  | Бальцерс    |
| Тризен II      | 2:5  | Вадуц II    |

## 1/4 финала
Матчи состоялись 9 ноября 1999 года, 2 марта и 5 апреля 2000 года.
| Хозяева    | Счёт | Гости       |
| ---------- | ---- | ----------- |
| Вадуц II   | 0:8  | Эшен-Маурен |
| Вадуц III  | 0:3  | Бальцерс    |
| Тризенберг | 0:1  | Шан         |
| Тризен     | 2:3  | Вадуц       |

## 1/2 финала
Матчи состоялись 13 апреля 1999 года.
| Хозяева | Счёт | Гости       |
| ------- | ---- | ----------- |
| Шан     | 1:3  | Бальцерс    |
| Вадуц   | 5:1  | Эшен-Маурен |

## Финал
Финал состоялся 13 мая 1999 года на стадионе Райнпарк в Вадуце.
| Хозяева | Счёт | Гости    |
| ------- | ---- | -------- |
| Вадуц   | 3:2  | Бальцерс |